# Джервазутти, Джусто
Джусто Джервазутти (итал. Giusto Gervasutti; 17 апреля 1909 года, Червиньяно-дель-Фриули, Италия — 16 сентября 1946 года, вершина Монблан-дю-Такюль, Франция) — итальянский альпинист, автор первопрохождений ряда маршрутов высокой категории сложности в Альпах. Погиб в результате падения при спуске по восточной стене вершины Монблан-дю-Такюль.

## Биография
Джусто Джервазутти родился 17 апреля 1909 года в коммуне Червиньяно-дель-Фриули в Италии. В возрасте 22 лет он переехал в Турин, где обучался в университете. В Турине Джусто получил возможность совершенствовать навыки альпинизма и скалолазания, первоначально приобретённые в Доломитовых Альпах в регионе Карния, где он к тому времени совершил несколько достаточно сложных восхождений.
1932 год начался для Джервазутти с ряда зимних восхождений на Норденд, Маттерхорн, Эгюий-Верт, Торре-Колдаи. В августе 1933 года Джервазутти и Пьеро Занетти совершили второе восхождение по южному гребню вершины Эгюий-Нуар-де-Пётре. Спустя несколько дней, 14 августа 1933 года, они предприняли попытку восхождения по маршруту Кро (итал. Croz Spur) на северной стене массива Гранд-Жорас, но были вынуждены прервать восхождение и вернуться обратно из-за плохой погоды. 6 октября 1933 года Джервазутти и Альдо Бонакосса совершили первопрохождение маршрута по западной стене и юго-юго-западному гребню на вершину Камераччо в массиве Брегалья. Как первопроходцы, они дали название маршруту «Башня Альберта» в честь короля Бельгии Альберта I. Пройденный ими маршрут является достаточно сложным даже для современных альпинистов (6a/VI+).
После публикации в туринской газете в 1933 году, рассказывающей об успешном выступлении его команды в соревнованиях по ски-альпинизму «Меццаламо Трофи», Джервазутти получил прозвище il fortissimo (Сильный). Прозвище удачно подчеркнуло универсальность Джервазутти, так как он одинаково хорошо владел как скальной техникой, так и ледово-снежной, что было в те времена достаточно редким явлением.

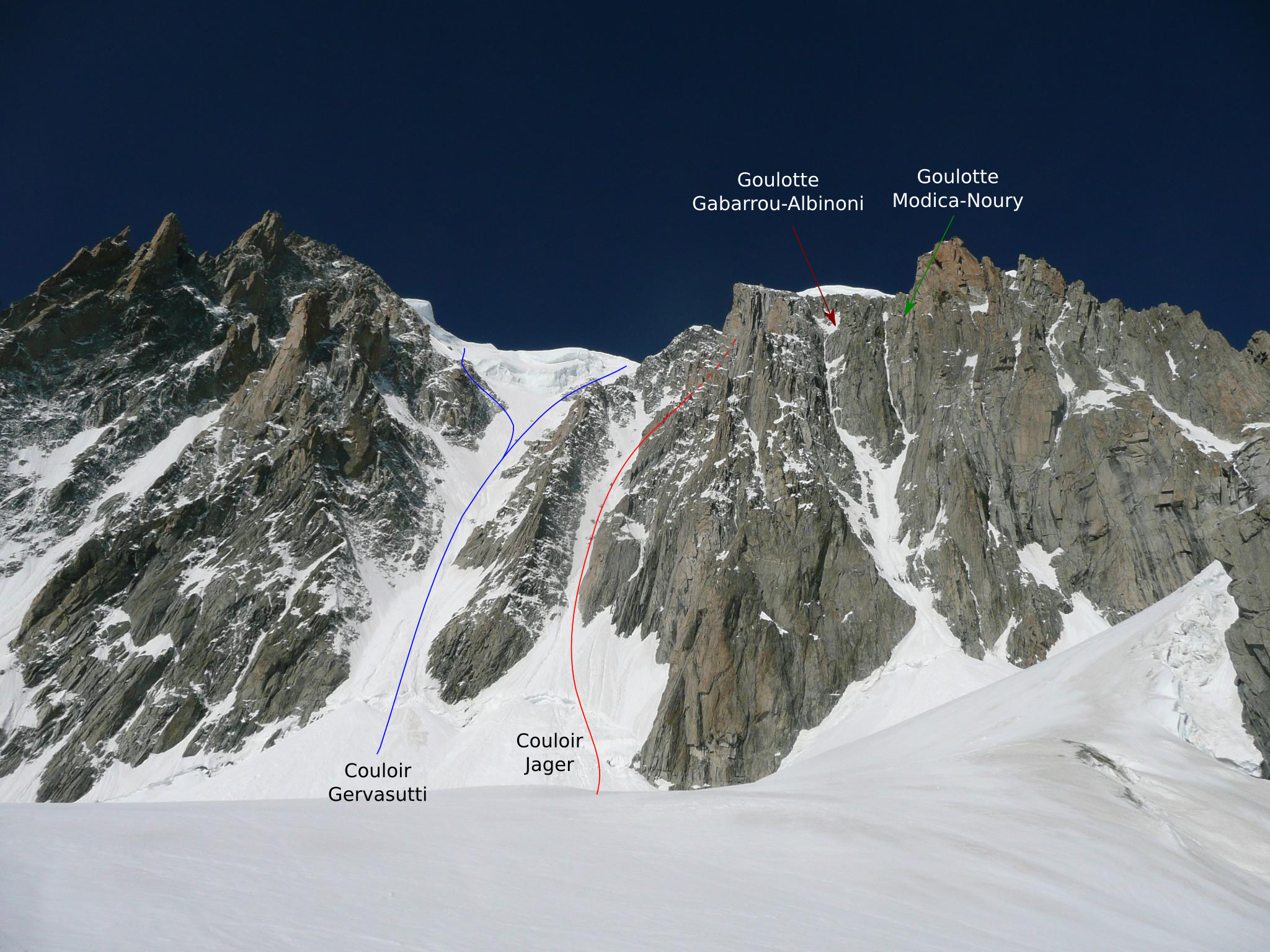
Монблан-дю-Такюль, кулуар Джервазутти

В июле 1934 года Джервазутти предпринял несколько попыток восхождения на Гранд-Жорас по северной стене, движимый желанием решить одну из последних проблем Альп. Однако все они закончились неудачно. Кроме этого, 13 августа, совместно с напарником по альпклубу в Турине Ренато Шабо, Джервазутти удалось совершить первое прямое восхождение кулуара Джервазутти на восточной стене Монблан-дю-Такюля (D-). 23—24 августа Джервазутти и Люсьен Деви совершили первое восхождение по северо-западной стене вершины Олан (TD).
Летом 1935 года Джервазутти совершил ещё два очень сложных первопрохождения. Сперва, 16 июля 1935 года, Джервазутти в команде с Габриелем Боккалатте, Нини Пьетрасанта и Ренато Шабо, совершили первое восхождение по северо-западному гребню на вершину Пик-Адольф (одна из второстепенных вершин Монблан-дю-Такюля, D), а 30—31 августа Джервазутти и Люсьен Дэвис совершили первое восхождение по южному гребню на Пик-Гаспар в массиве Дез-Экрен (TD).
Зимой 1936 года Джервазутти совершил первое зимнее восхождение по гребню Хёрнли вершины Маттерхорн. 23—24 июля 1936 года Джервазутти и Люсьен Дэвис совершил первое восхождение по западной стене на Л'Элефруад Западную (TD+). 17—18 августа он вместе с Габриелем Боккалатте совершил первое восхождение по юго-западной стене Пикко-Гульермин по маршруту, названному потом в их честь маршрутом Джервазутти-Бокалатте (TD+/V+).
В 1942 году Джервазутти наконец-то удалось совершить первопрохождение на Гранд-Жорас. 16—17 августа он и итальянский альпинист Джузеппе Гальярдоне совершили восхождение по восточной стене Гранд-Жораса по маршруту категории сложности ED. Позже маршрут получил имя Джервазутти. В августе 1944 года Джервазутти и Джиджи Панеи прошли новый маршрут по непокорённой прежде южной стене Пик-Адольфа (TD+).

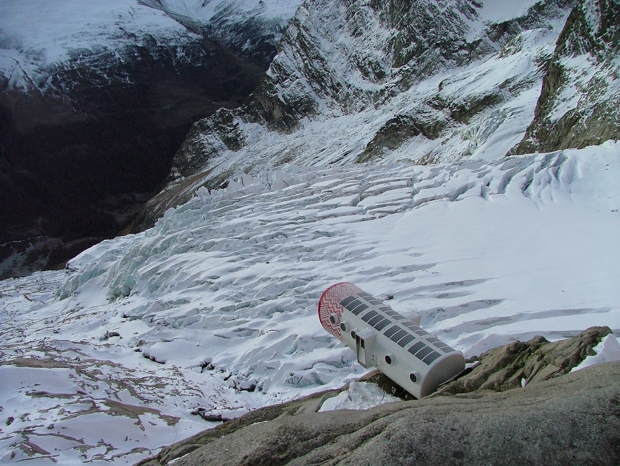
Хижина Джервазутти

Джервазутти погиб 16 сентября 1946 года во время попытки подъёма вместе с Джузеппе Гальярдоне по кулуару Джервазутти на восточной стене вершины Монблан-дю-Такюль. Ввиду ухудшившихся погодных условий альпинисты приняли решение вернуться, не дойдя до вершины. Однако на спуске Джервазутти оступился и упал вниз.
Именем Джервазутти названо несколько маршрутов высокого уровня сложности в Альпах. Национальная школа альпинизма в Турине носит имя Джервазутти (итал. Scuola Nazionale di Alpinismo Giusto Gervasutti). Высокогорная хижина Джервазутти в массиве Монблан (коммуна Курмайёр, Италия) в районе ледника Фребудзе на высоте 2835 метров над уровнем моря также была названа в честь итальянского альпиниста.